# فرودگاه برابورن
فرودگاه برابورن (به انگلیسی: Braeburn Airport) یک فرودگاه همگانی است که یک باند فرود شن دارد و طول باند آن ۹۱۴ متر است. این فرودگاه در کشور کانادا قرار دارد و در ارتفاع ۷۳۲ متری از سطح دریا واقع شده‌است.